# Picrasma excelsa
Picrasma excelsa е вид растение от семейство Simaroubaceae. Видът е световно застрашен, със статут Уязвим.

## Разпространение
Разпространен е във Венецуела, Доминиканска република, Куба, Пуерто Рико, Сейнт Винсент и Гренадини, Хаити и Ямайка.